# Apsirt
Apsirt (Absyrtus ali Apsyrtus) je bil v grški mitologiji sin kralja Eeta in Medejin brat. Medeja, ki je pomagala Jazonu pri pobegu s Kolhide, ga je ubila.